# Solfjäderspapegoja
Solfjäderspapegoja (Deroptyus accipitrinus) är en fågel i familjen västpapegojor inom ordningen papegojfåglar.

## Utbredning och systematik
Solfjäderspapegojan placeras som enda art i släktet Deroptyus. Den delas in i två underarter med följande utbredning:
- D. a. accipitrinus – förekommer från sydöstra Colombia till Venezuela, Guyana, nordöstra Peru och norra Brasilien
- D. a. fuscifrons – förekommer i Brasilien söder om Amazonfloden (från Pará till norra Mato Grosso) samt eventuellt närliggande Bolivia

## Status och hot
Arten har ett stort utbredningsområde, men tros minska i antal, dock inte tillräckligt kraftigt för att den ska betraktas som hotad. Internationella naturvårdsunionen IUCN listar arten som livskraftig (LC).

## Bilder

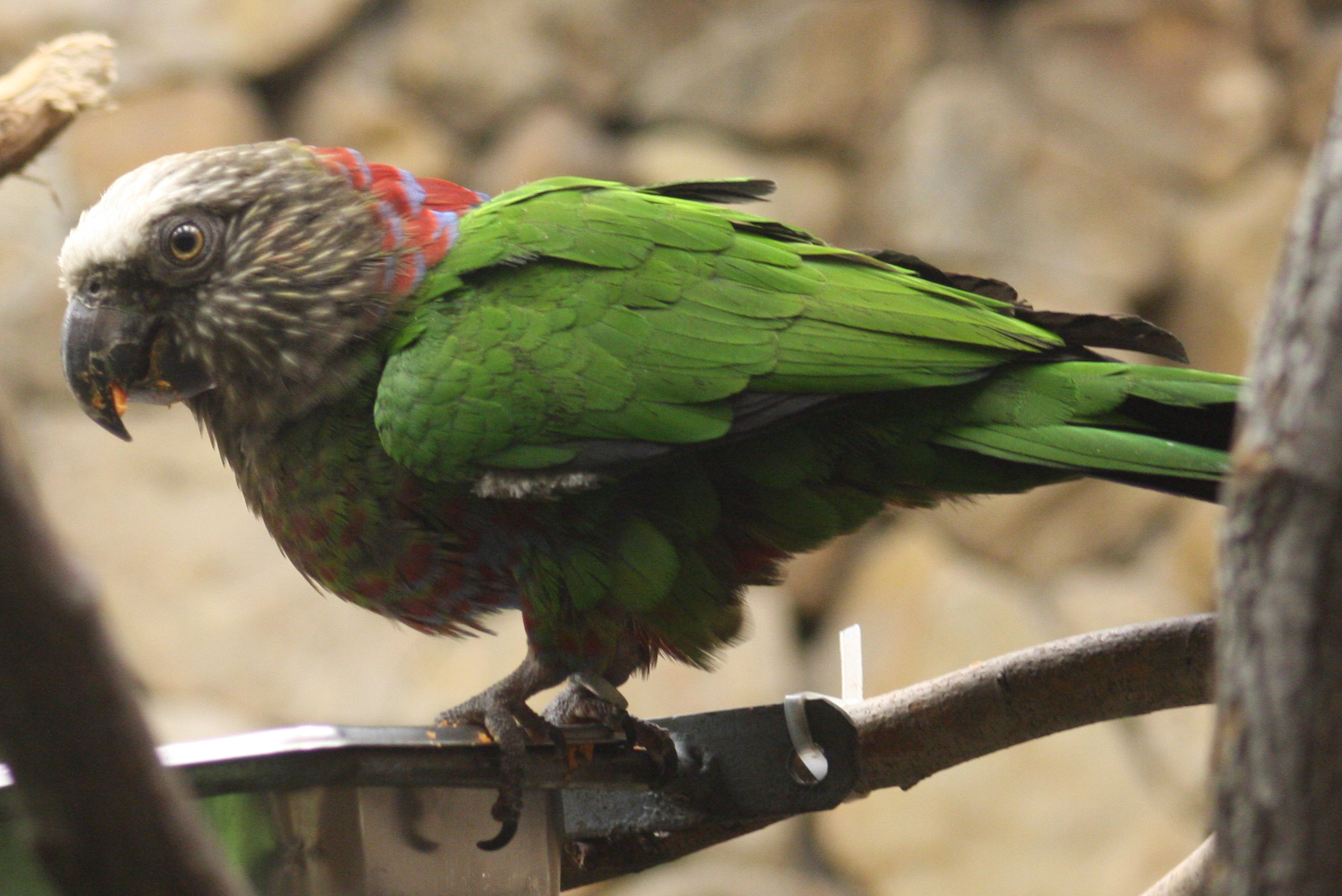
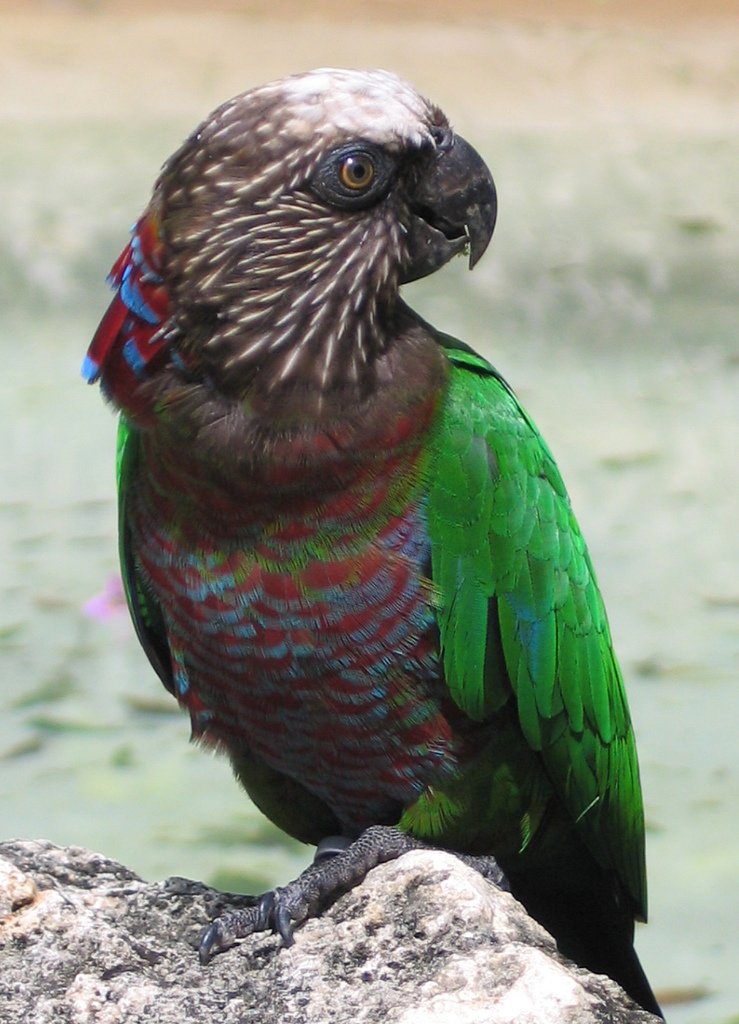
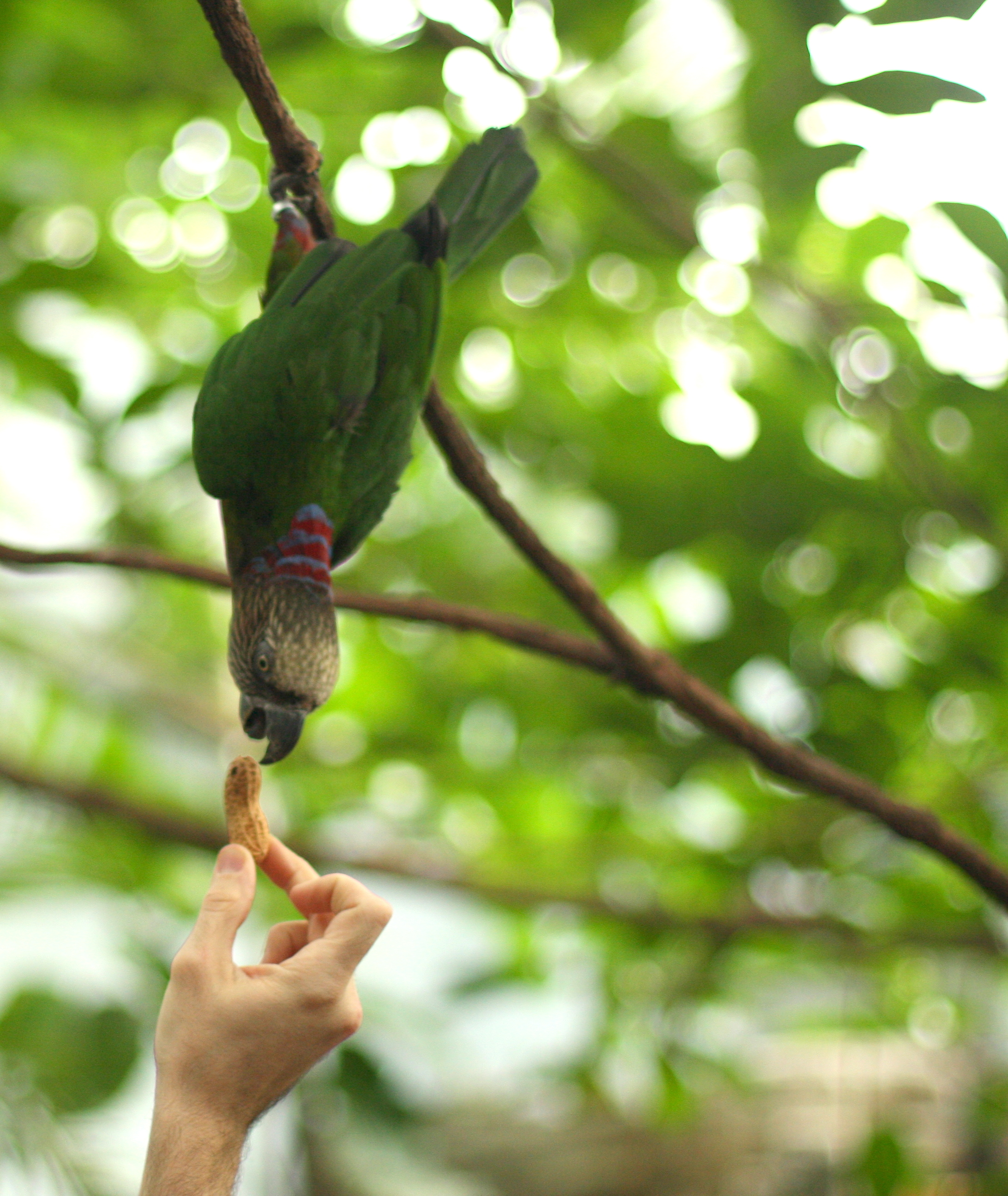
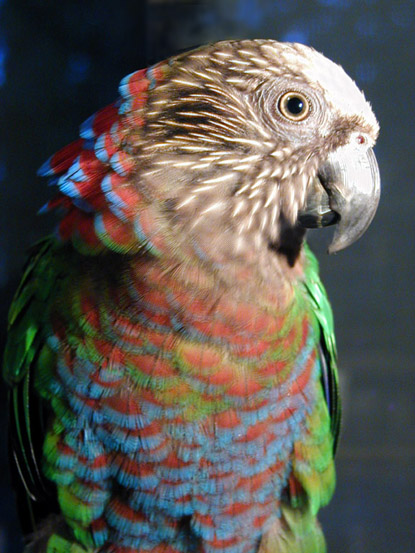
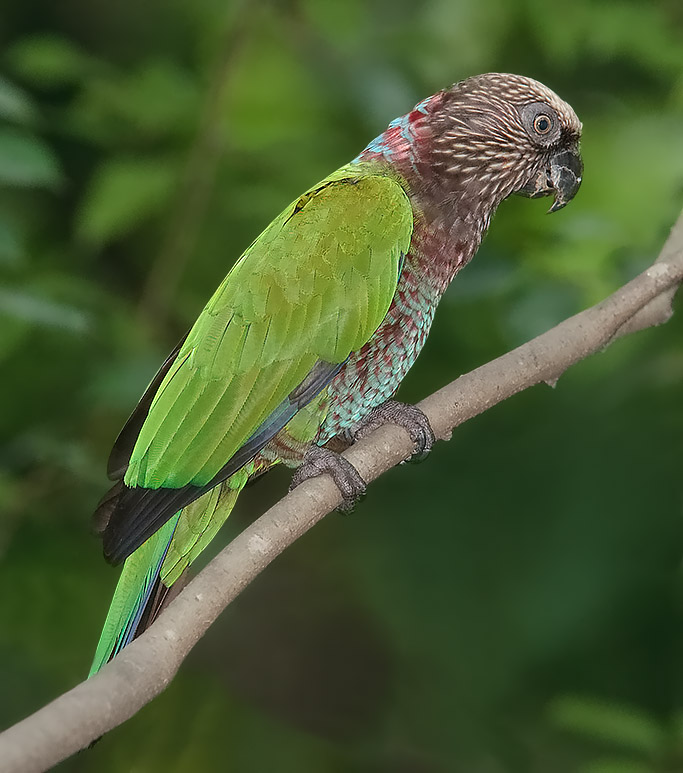
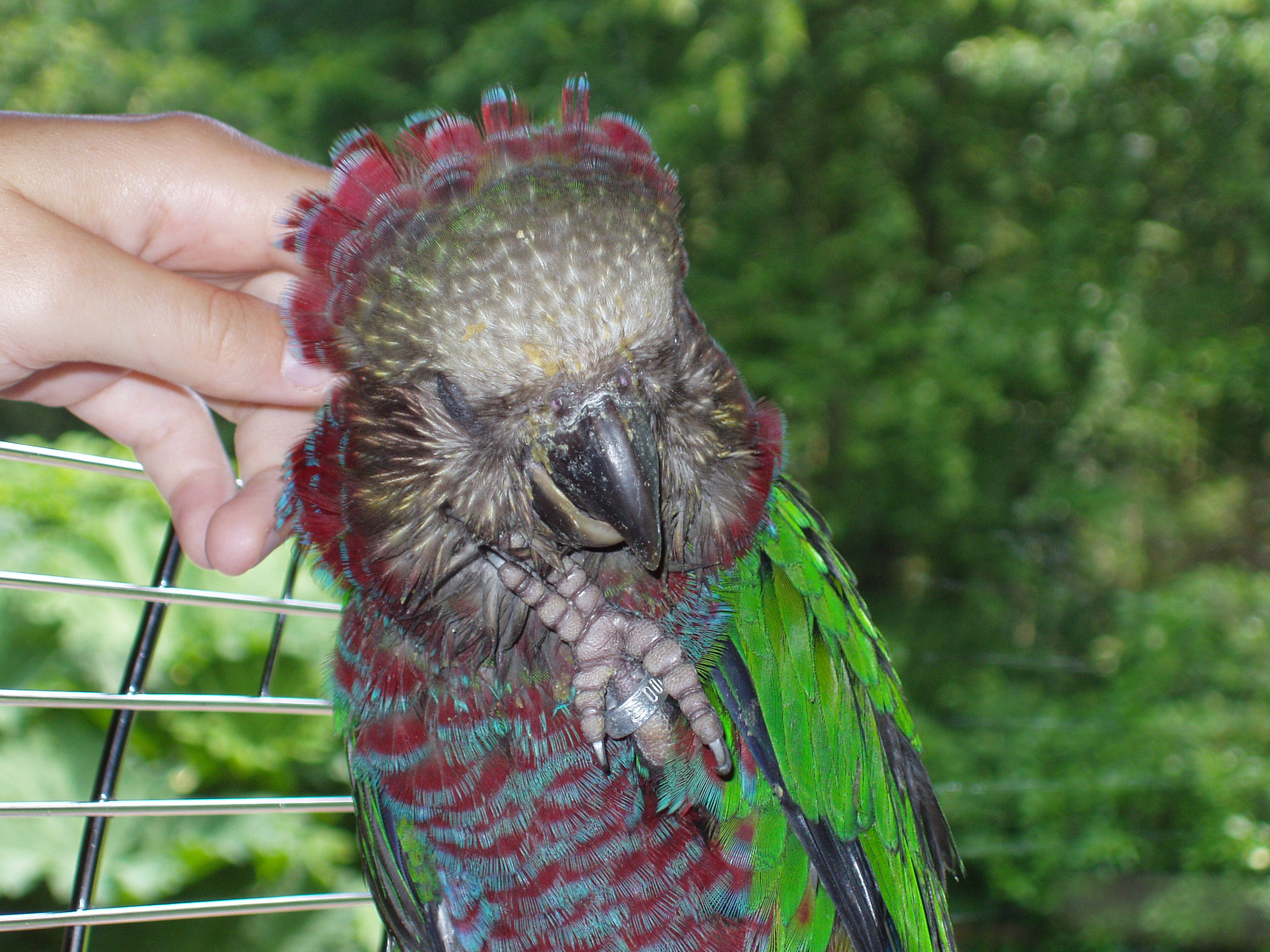
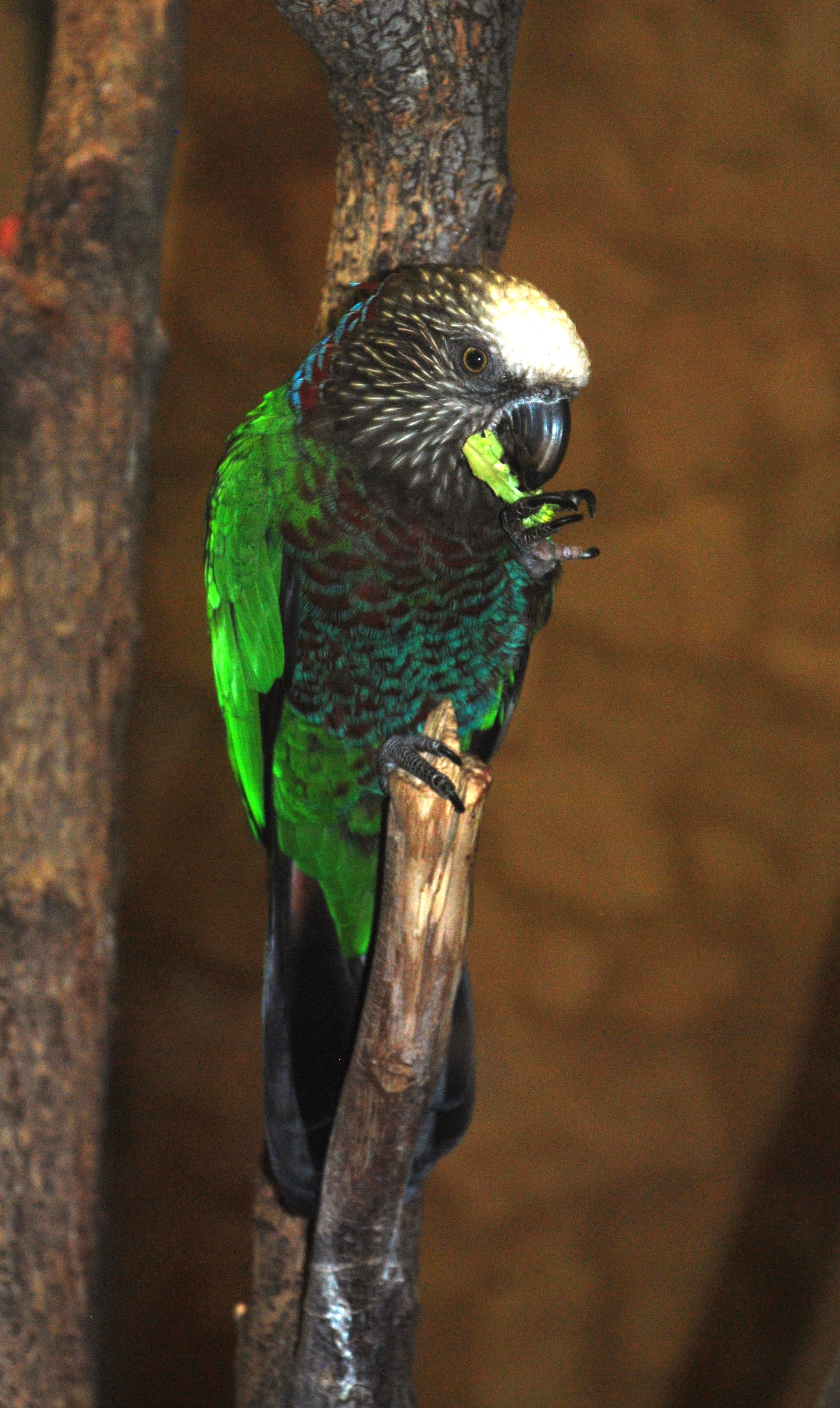
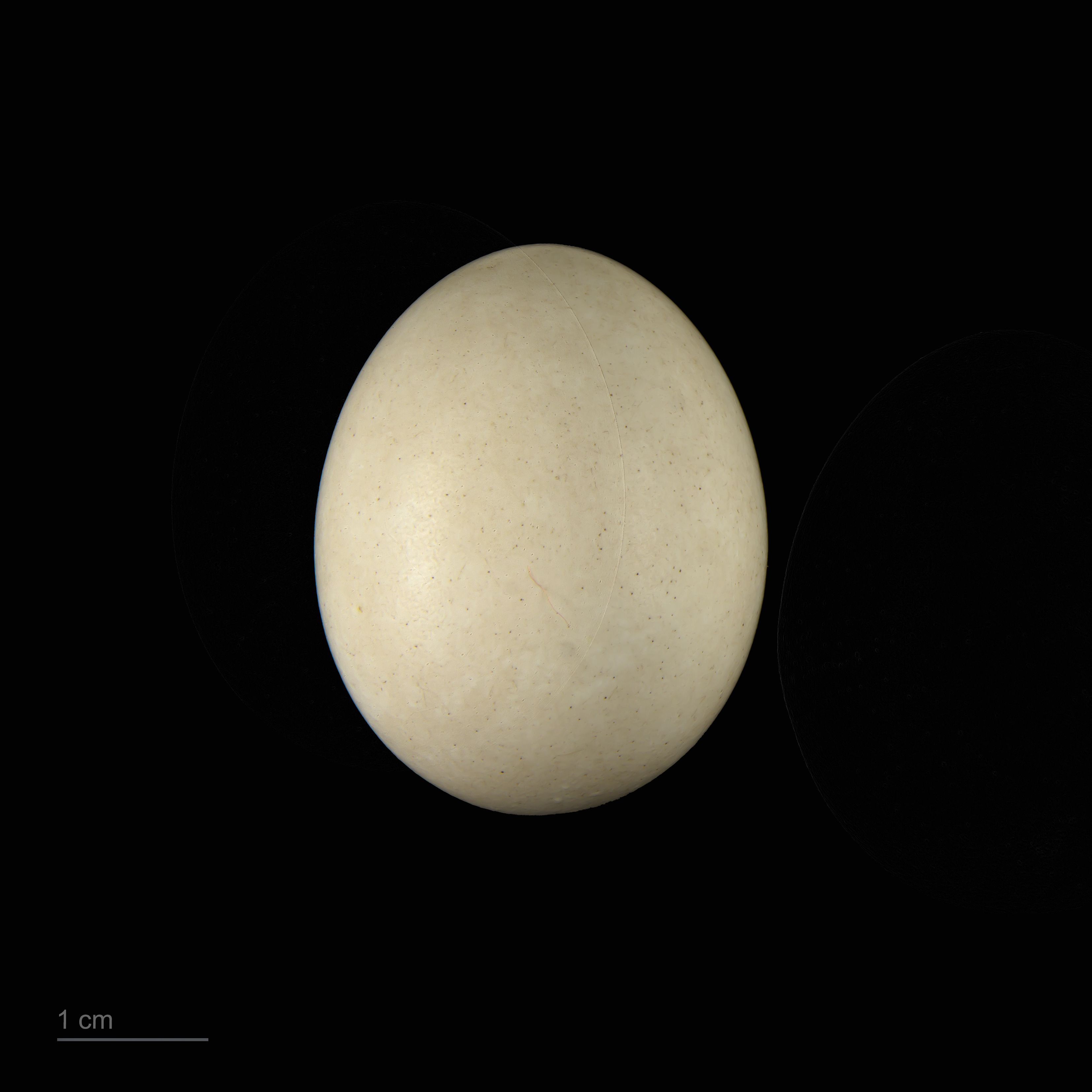
Museum specimen